# Camille Raquin
Camille Raquin é uma personagem fictícia do romance Thérèse Raquin, criada por Émile Zola, e é notável por ser a personagem que mostra os limites da animalização do homem exposta pelo naturalismo. O escritor naturalista utilizou Camille para demonstrar que o darwinismo social presente por Thérèse pode ser tão forte que o indivíduo pratica atos que vão contra os direitos humanos.
Camille, na obra, é o marido de Thérèse Raquin, que é morto por ela após ser seduzida por Laurent LeClaire e procurar desejos sexuais em outros homens. Sua aparição é apenas de mostrar ao leitor da época que a sociedade pode provocar em uma pessoa atitudes que prejudicam fatalmente outra.

## Aparições
- Wolfgang Zilzer - Camille em Thérèse Raquin (1928)
- Jacques Duby - Camille em Thérèse Raquin (1953)
- Gordon Gietz - Camille em Thérèse Raquin (2001)
- Norbert Leo Butz - Camille em Thou Shalt Not (2001)
- Ha-kyun Shin - Kang-woo em Bakjwi (2009)
- Tom Felton e Dimitrije Bogdanov - Camille em In Secret (2013)